# Joseph Desmares
Pour les articles homonymes, voir Desmares.
Joseph Desmares, né à Vire le 17 février 1603, mort le 19 janvier 1687, est un oratorien français défenseur du jansénisme.

## Biographie
Il est janséniste et est toute sa vie inquiété pour ses opinions. C'est un des meilleurs prédicateurs du temps. Nicolas Boileau dit de lui : "Desmares dans Saint-Roch n'aurait pas mieux prêché". Il publie un grand nombre d'ouvrages de controverse.

## Source
Cet article comprend des extraits du Dictionnaire Bouillet. Il est possible de supprimer cette indication, si le texte reflète le savoir actuel sur ce thème, si les sources sont citées, s'il satisfait aux exigences linguistiques actuelles et s'il ne contient pas de propos qui vont à l'encontre des règles de neutralité de Wikipédia.